# Ajumawi dijalekt
Ajumawi dijalekt (acv-aju, privatno; Chuma'wa; Ajumawi; Fall River), dijalekt Ajumawi Indijanaca koji se nekada govorio u sjeveroistočnoj Kaliforniji. jedan je od dijalekata kojima su govorile skupine Achomawi indijanaca, porodica palaihnihan.
Spominju ga Powell 1891 i Mithun 1999

## Vanjske poveznice
- Palaihnihan: Mithun 1999
- Palaihnihan: Powell 1891